# Lenomyia pyrifera
Lenomyia pyrifera är en tvåvingeart som beskrevs av James 1977. Lenomyia pyrifera ingår i släktet Lenomyia och familjen vapenflugor. Inga underarter finns listade i Catalogue of Life.